# Bernhard Westermann

George & Bernhard Westermann Brothers: Ankündigung vom 15. Juni 1849 der Eröffnung der US-Niederlassung in New York.

Bernhard Westermann (* 27. Dezember 1814 in Leipzig; † 24. Januar 1889 in Wiesbaden) war ein deutsch-amerikanischer Verleger.

## Biographie
Bernhard Westermann war der Sohn des Goldschmiedemeisters Heinrich Christoph Carl Westermann († 1835) und dessen Frau, der Goldschmiedstochter Josepha Karoline Westermann geborene Schönkopf († 1868) in Leipzig. Er hatte eine Schwester (Sophie Helene) sowie vier Brüder, darunter der spätere Hellenist und Philologie Anton Westermann sowie der Verleger George Westermann. Am 5. März 1840 heiratete er in Hamburg die dort geborene Johanna Wilhelmine Braasch und 1851 reiste er mit ihr und ihren bis dahin drei Kindern (eine weitere Tochter starb ein Jahr nach der Geburt) im Auftrag seines Bruders nach New York City, um dort eine Niederlassung seines Verlages zu gründen und den deutschsprachigen Einwanderern Bücher und Zeitschriften aus Deutschland zur Verfügung zu stellen. Die Zweigstelle wurde als B. Westermann & Co. am Broadway No. 289 gegründet, trennte sich aber bereits 1852 vom Stammverlag und wurde von ihm allein weitergeführt. Das Paar lebte in Brooklyn und bekam in New York zwei weitere Kinder, die allerdings beide noch als Kinder verstarben.